# Eiji Okada
Eiji Okada (岡田英次) (Chiba, Japó, 13 de juny de 1920 – Tòquio, 14 de setembre de 1995) va ser un actor de cinema japonès. Va ser soldat durant la Segona Guerra Mundial i després, abans d'esdevenir actor, va fer de miner i de venedor ambulant. Es va casar amb Aiko Wasa, amb qui va crear una companyia de teatre al Japó. Entre el 1950 i el 1995 actuar en més de 80 pel·lícules, gairebé totes japoneses.
Els seus papers més recordats internacionalment inclouen el personatge de "Lui" ("ell", en francès) en la pel·lícula Hiroshima mon amour (1959), dirigida per Alain Resnais, i el de l'entomòleg Niki Junpei a Suna no onna (La dona de les dunes, 1964) de Hiroshi Teshigahara, adaptació de la novel·la de Kōbō Abe. També va actuar en la pel·lícula americana The Ugly American (1963, de George Englund) junt amb Marlon Brando.

## Filmografia seleccionada
- Ningen gyorai kaiten (1955) de Shuei Matsubayashi
- Seido no Kirisuto (1955) de Minoru Shibuya
- Hiroshima mon amour (1959) d'Alain Resnais
- Suna no onna (1964) de Hiroshi Teshigahara
- Shin Zatōichi monogatari: Kasama no chimatsuri (1973) de Kimiyoshi Yasuda
- The Yakuza (1974) de Sydney Pollack
- Nankyoku monogatari (1983) de Koreyoshi Kurahara